# Bertil Persson (radiofysiker)
Bertil Rolf Ragnar Persson, ofta skrivet Bertil R.R. Persson, född 1938, är en svensk professor emeritus i medicinsk radiofysik. Han är känd för pionjärinsatser inom magnetkameratekniken (MR).

## Biografi
Persson disputerade 1970 på en avhandling om hälsoeffekter av olika radionuklider från radioaktivt nedfall i norra Sverige.
Han utnämndes till professor i medicinsk radiofysik 1980 och var under tiden 1980–2003 verksamhetschef för Radiofysik på universitetssjukhuset i Lund. Han ledde under denna tid en bred radiofysikalisk forskningsverksamhet inom områden som medicinsk bildteknik (framföralt MR-kamera, magnetisk resonanstomografi och PET, positronemissionstomografi), hypertermi, samt biologiska effekter av icke-joniserande strålning.
Persson deltog under 1980 och 1990-talet i flera expeditioner i trakterna kring både nord- och sydpolen och kartlade bland annat förekomsten av olika radionuklider.
Persson blev medicine hedersdoktor 2004 och professor emeritus 2005.